# هیو فولی
هیو فولی (انگلیسی: Hugh Foley؛ زادهٔ ۳ مارس ۱۹۴۴) قایقران روئینگ اهل ایالات متحده آمریکا بود.
وی در مسابقات کشوری و بین‌المللی در مجموع برندهٔ ۲ مدال طلا، ۲ مدال برنز شده‌است.